# Europees topschutter van het seizoen
Europees Topschutter, ook wel bekend als de Gouden Schoen, is een Europese titel die na elk voetbalseizoen wordt uitgereikt aan de topschutter met het grootste aantal doelpunten. De voetballers die als tweede en derde eindigen ontvangen een Zilveren en Bronzen Schoen. De prijs werd op initiatief van het Franse voetbalmagazine France Football ingevoerd en wordt sinds 1968 uitgereikt. De Portugees Eusébio was tijdens die jaargang de eerste winnaar van de Soulier d'Or.
Aan de prijsuitreiking kwam in 1991 echter een einde toen de Cypriotische voetbalbond protest aantekende tegen de 34 doelpunten van Darko Pančev. De bond had namelijk een speler aangedragen die in de Cypriotische competitie er 40 zou hebben gemaakt. Later zou echter blijken dat het twee spelers waren (Suad Besirević en Panayiotis Xiourouppas) die beiden slechts 19 keer hadden gescoord. Door deze onregelmatigheden besloot France Football om de prijs vanaf dat moment alleen nog officieus voort te zetten. Overigens ontving Darko Pančev vijftien jaar later alsnog de Gouden Schoen, uit handen van UEFA-bestuurslid en ex-voetballer Michel Platini.
In 1997 werd er door de European Sports Magazines (ESM), waar France Football deel van uitmaakt, toch besloten om de prijs opnieuw in te voeren. Er werd echter besloten om met een puntensysteem te gaan werken zodat niet de speler met de meeste doelpunten de Gouden Schoen wint maar degene met de meeste punten. Door een wegingsfactor in te voeren werd er beter aangesloten bij de onderlinge verschillen tussen de deelnemende voetbalcompetities.

## 1968-1991
Tussen 1968 en 1991 werd de Gouden Schoen uitgereikt aan de speler met de meeste doelpunten. Daarbij werd niet gekeken naar de sterkte van de competitie of naar het aantal wedstrijden die daarin werden gespeeld. In deze periode zijn er vier spelers die de prijs tweemaal op hun naam mochten zetten: Eusébio, Gerd Müller, Dudu Georgescu en Fernando Gomes.

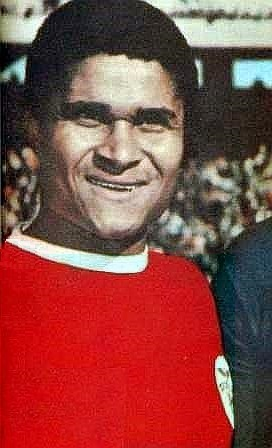
Eusébio was in 1968 de eerste winnaar van de Gouden Schoen.

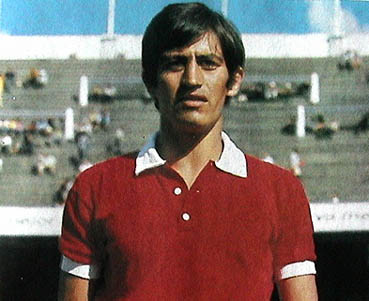
Héctor Yazalde was in 1974 de eerste niet-Europese winnaar van de Gouden Schoen.

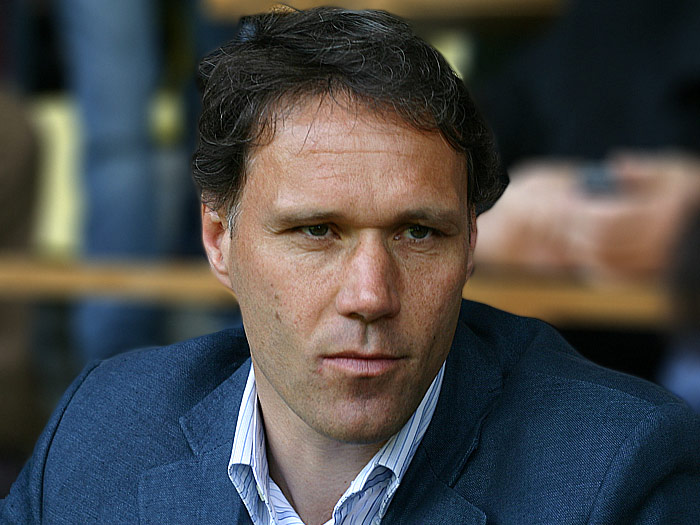
Marco van Basten won zowel de Zilveren (1984) als de Gouden Schoen (1986)

| Seizoen | Gouden schoen                   | Club                   | Doelpunten | Zilveren schoen                       | Club                             | Doelpunten | Bronzen schoen                           | Club                                                   | Doelpunten |
| ------- | ------------------------------- | ---------------------- | ---------- | ------------------------------------- | -------------------------------- | ---------- | ---------------------------------------- | ------------------------------------------------------ | ---------- |
| 1967/68 | Eusébio                         | Benfica                | 42         | Antal Dunai                           | Újpest                           | 36         | Bobby Lennox                             | Celtic                                                 | 32         |
| 1968/69 | Petar Jekovic                   | CSKA Sofia             | 36         | Giorgos Sideris                       | Olympiakos Piraeus               | 35         | Antal Dunai Helmut Köglberger            | Újpest Austria Wien                                    | 31         |
| 1969/70 | Gerd Müller                     | Bayern München         | 38         | Jean Devillet                         | Spora Luxembourg                 | 31         | Petar Jekovic                            | CSKA Sofia                                             | 31         |
| 1970/71 | Josip Skoblar                   | Olympique Marseille    | 44         | Salif Keïta                           | AS Saint-Étienne                 | 42         | Giorgos Dedes                            | Panionios                                              | 28         |
| 1971/72 | Gerd Müller                     | Bayern München         | 40         | Antonis Antoniadis                    | Panathinaikos                    | 39         | Joe Harper Francis Lee Slobodan Santrač  | Aberdeen Manchester City OFK Beograd                   | 33         |
| 1972/73 | Eusébio                         | Benfica                | 40         | Gerd Müller                           | Bayern München                   | 36         | Petar Jekovic                            | CSKA Sofia                                             | 29         |
| 1973/74 | Héctor Yazalde                  | Sporting Lissabon      | 46         | Hans Krankl                           | Rapid Wien                       | 36         | Carlos Bianchi Jupp Heynckes Gerd Müller | Stade de Reims Borussia Mönchengladbach Bayern München | 30         |
| 1974/75 | Dudu Georgescu                  | Dinamo Boekarest       | 33         | Ruud Geels Delio Onnis Héctor Yazalde | Ajax AS Monaco Sporting Lissabon | 30         | Alfred Riedl Willy van der Kuijlen       | Antwerp FC PSV                                         | 28         |
| 1975/76 | Sotiris Kaiafas                 | Omonia Nicosia         | 39         | Carlos Bianchi                        | Stade de Reims                   | 34         | Peter Risi                               | FC Zürich                                              | 33         |
| 1976/77 | Dudu Georgescu                  | Dinamo Boekarest       | 47         | Béla Várady                           | Vasas SC                         | 36         | Ruud Geels Dieter Müller                 | Ajax 1. FC Köln                                        | 34         |
| 1977/78 | Hans Krankl                     | Rapid Wien             | 41         | Carlos Bianchi                        | Paris Saint-Germain              | 37         | Ruud Geels                               | Ajax                                                   | 30         |
| 1978/79 | Kees Kist                       | AZ                     | 34         | László Fekete Thomas Mavros           | Újpest Dozsa AEK Athene          | 31         | Hans Krankl                              | FC Barcelona                                           | 29         |
| 1979/80 | Erwin Vandenbergh               | K. Lierse SK           | 39         | László Fazekas                        | Újpest                           | 36         | Walter Schachner                         | Austria Wien                                           | 34         |
| 1980/81 | Georgi Slavkov                  | Trakia Plovdiv         | 31         | Tibor Nyilasi                         | Ferencvárosi                     | 30         | Karl-Heinz Rummenigge                    | Bayern München                                         | 29         |
| 1981/82 | Wim Kieft                       | Ajax                   | 32         | Kees Kist Delio Onnis                 | AZ Tours FC                      | 29         | Allan Hansen                             | Odense BK                                              | 28         |
| 1982/83 | Fernando Gomes                  | FC Porto               | 36         | Peter Houtman                         | Feyenoord                        | 30         | Nikos Anastopoulos Charlie Nicholas      | Olympiakos Piraeus Celtic                              | 29         |
| 1983/84 | Ian Rush                        | Liverpool              | 32         | Marco van Basten                      | Ajax                             | 28         | Nico Claesen                             | RFC Sérésien                                           | 27         |
| 1984/85 | Fernando Gomes                  | FC Porto               | 39         | Martin McCaughey                      | Linfield                         | 34         | Vahid Halilhodžić                        | FC Nantes                                              | 28         |
| 1985/86 | Marco van Basten                | Ajax                   | 37         | Oleg Protasov                         | Dnepr Dnipropetrovsk             | 36         | Tanju Çolak Toni Polster                 | Samsunspor Austria Wien                                | 33         |
| 1986/87 | Rodion Cămătaru                 | Dinamo Boekarest       | 44         | Toni Polster                          | Austria Wien                     | 39         | Nasko Sirakov                            | Levski Sofia                                           | 36         |
| 1987/88 | Tanju Çolak                     | Galatasaray            | 39         | John Eriksen                          | Servette                         | 36         | Victor Piţurcă                           | Dinamo Boekarest                                       | 34         |
| 1988/89 | Dorin Mateuţ                    | Dinamo Boekarest       | 43         | Marcel Coraş                          | Victoria Boekarest               | 36         | Baltazar                                 | Atlético Madrid                                        | 35         |
| 1989/90 | Hugo Sánchez Christo Stoitsjkov | Real Madrid CSKA Sofia | 38         |                                       |                                  |            | Gerhard Rodax                            | Admira Wacker Wien                                     | 35         |
| 1990/91 | Darko Pančev                    | Rode Ster Belgrado     | 34         | Tanju Çolak                           | Galatasaray                      | 31         | Václav Daněk Kliton Bozgo                | FC Tirol Innsbruck Tomori Berat                        | 29         |

## 1992-1996

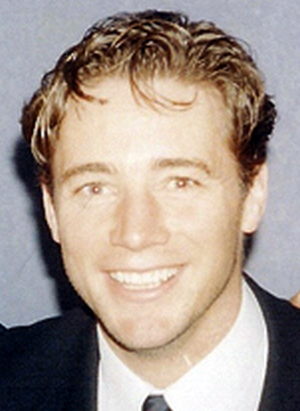
Ally McCoist was de eerste speler die tweemaal achter elkaar Europees topschutter werd.

Vanaf 1991 besloot France Football om de Gouden Schoen niet meer officieel uit te reiken, na onenigheden met de Cypriotische voetbalbond. Er is wel een officieuze ranglijst met spelers die de titel Europees topschutter mogen dragen.
| Seizoen | Gouden schoen   | Club               | Doelpunten | Zilveren schoen     | Club             | Doelpunten | Bronzen schoen           | Club                                        | Doelpunten |
| ------- | --------------- | ------------------ | ---------- | ------------------- | ---------------- | ---------- | ------------------------ | ------------------------------------------- | ---------- |
| 1991/92 | Ally McCoist    | Glasgow Rangers    | 34         | Richard Owubokiri   | Boavista         | 30         | Zoran Ubavič Ian Wright  | Olimpija Ljubljana Crystal Palace / Arsenal | 29         |
| 1992/93 | Ally McCoist    | Glasgow Rangers    | 34         | Vasilis Dimitriadis | AEK Athene       | 33         | Krzysztof Warzycha       | Panathinaikos                               | 32         |
| 1993/94 | David Taylor    | Porthmadog         | 43         | Andy Cole           | Newcastle United | 34         | Alan Shearer Josip Weber | Blackburn Rovers Cercle Brugge              | 31         |
| 1994/95 | Arsen Avetisyan | Homenmen Jerevan   | 39         | Saša Ćirić          | Vardar Skopje    | 35         | Alan Shearer             | Blackburn Rovers                            | 34         |
| 1995/96 | Zviad Endeladze | Margveti Zestafoni | 40         | Ken McKenna         | Conwy United     | 38         | Vladislav Gavriliuc      | Zimbru Chisinau                             | 34         |

## 1997-heden
Vanaf 1997 wordt de Gouden Schoen uitgereikt door de European Sports Magazines. Sindsdien is ook niet meer het aantal doelpunten doorslaggevend om de prijs te kunnen winnen. Een speler die uitkomt in een competitie uit de top vijf (tot seizoen 1999/00: top acht) van de UEFA-ranking, mag zijn doelpunten vermenigvuldigen met een factor twee. Van spelers die actief zijn in een competitie die zesde tot en met tweeëntwintigste op de ranglijst staat (vóór 1999/00: 9 t/m 21), wordt het doelpuntenaantal vermenigvuldigd met factor 1,5. Bij de overige competities zijn de doelpunten gelijk aan het aantal punten. Sindsdien hebben vooral 'grotere' namen uit de voetbalwereld de prijs gewonnen.
| Seizoen | Gouden schoen                 | Club                  | Doelpunten / punten | Zilveren schoen                            | Club                      | Doelpunten / punten | Bronzen schoen                                | Club                                | Doelpunten / punten |
| ------- | ----------------------------- | --------------------- | ------------------- | ------------------------------------------ | ------------------------- | ------------------- | --------------------------------------------- | ----------------------------------- | ------------------- |
| 1996/97 | Ronaldo                       | FC Barcelona          | 34 / 68             | Mário Jardel                               | FC Porto                  | 30 / 60             | Hakan Şükür                                   | Galatasaray                         | 38 / 57             |
| 1997/98 | Nikos Machlas                 | Vitesse               | 34 / 68             | Hakan Şükür                                | Galatasaray               | 31 / 62             | Oliver Bierhoff                               | Udinese                             | 27 / 54             |
| 1998/99 | Mário Jardel                  | FC Porto              | 36 / 72             | Ruud van Nistelrooij                       | PSV                       | 31 / 62             | Raúl                                          | Real Madrid                         | 25 / 50             |
| 1999/00 | Kevin Phillips                | Sunderland            | 30 / 60             | Ruud van Nistelrooij                       | PSV                       | 29 / 58             | Mário Jardel                                  | FC Porto                            | 38 / 57             |
| 2000/01 | Henrik Larsson                | Celtic                | 35 / 52,5           | Hernán Crespo                              | Lazio Roma                | 26 / 52             | Mateja Kežman Raúl Andrij Sjevtsjenko         | PSV Real Madrid AC Milan            | 24 / 48             |
| 2001/02 | Mário Jardel                  | Sporting Lissabon     | 42 / 63             | Thierry Henry Dario Hübner David Trezeguet | Arsenal Piacenza Juventus | 24 / 48             | [ 10 ]                                        |                                     |                     |
| 2002/03 | Roy Makaay                    | Deportivo La Coruña   | 29 / 58             | Mateja Kežman                              | PSV                       | 35 / 52,5           | Shabani Nonda                                 | AS Monaco                           | 26 / 52             |
| 2003/04 | Thierry Henry                 | Arsenal               | 30 / 60             | Aílton                                     | Werder Bremen             | 28 / 56             | Djibril Cissé                                 | AJ Auxerre                          | 26 / 52             |
| 2004/05 | Thierry Henry Diego Forlán    | Arsenal Villarreal    | 25 / 50             | [ 11 ]                                     |                           |                     | Samuel Eto'o Marek Mintál Cristiano Lucarelli | FC Barcelona 1. FC Nürnberg Livorno | 24 / 48             |
| 2005/06 | Luca Toni                     | Fiorentina            | 31 / 62             | Thierry Henry                              | Arsenal                   | 27 / 54             | Samuel Eto'o                                  | FC Barcelona                        | 26 / 52             |
| 2006/07 | Francesco Totti               | AS Roma               | 26 / 52             | Afonso Alves                               | sc Heerenveen             | 34 / 51             | Ruud van Nistelrooij                          | Real Madrid                         | 25 / 50             |
| 2007/08 | Cristiano Ronaldo             | Manchester United     | 31 / 62             | Daniel Güiza                               | Real Mallorca             | 27 / 54             | Klaas-Jan Huntelaar                           | Ajax                                | 33 / 49,5           |
| 2008/09 | Diego Forlán                  | Atlético Madrid       | 32 / 64             | Samuel Eto'o                               | FC Barcelona              | 30 / 60             | Marc Janko                                    | Red Bull Salzburg                   | 39 / 58,5           |
| 2009/10 | Lionel Messi                  | FC Barcelona          | 34 / 68             | Didier Drogba Antonio Di Natale            | Chelsea Udinese           | 29 / 58             | [ 12 ]                                        |                                     |                     |
| 2010/11 | Cristiano Ronaldo             | Real Madrid           | 40 / 80             | Lionel Messi                               | FC Barcelona              | 31 / 62             | Antonio Di Natale Mario Gómez                 | Udinese Bayern München              | 28 / 56             |
| 2011/12 | Lionel Messi                  | FC Barcelona          | 50 / 100            | Cristiano Ronaldo                          | Real Madrid               | 46 / 92             | Robin van Persie                              | Arsenal                             | 30 / 60             |
| 2012/13 | Lionel Messi                  | FC Barcelona          | 46 / 92             | Cristiano Ronaldo                          | Real Madrid               | 34 / 68             | Edinson Cavani                                | SSC Napoli                          | 29 / 58             |
| 2013/14 | Cristiano Ronaldo Luis Suárez | Real Madrid Liverpool | 31 / 62             |                                            |                           |                     | Lionel Messi                                  | FC Barcelona                        | 28 / 56             |
| 2014/15 | Cristiano Ronaldo             | Real Madrid           | 48 / 96             | Lionel Messi                               | FC Barcelona              | 43 / 86             | Sergio Agüero                                 | Manchester City                     | 26 / 52             |
| 2015/16 | Luis Suárez                   | FC Barcelona          | 40 / 80             | Gonzalo Higuaín                            | Napoli                    | 36 / 72             | Cristiano Ronaldo                             | Real Madrid                         | 35 / 70             |
| 2016/17 | Lionel Messi                  | FC Barcelona          | 37 / 74             | Bas Dost                                   | Sporting Lissabon         | 34 / 68             | Pierre-Emerick Aubameyang                     | Borussia Dortmund                   | 30 / 60             |
| 2017/18 | Lionel Messi                  | FC Barcelona          | 34 / 68             | Mohamed Salah                              | Liverpool                 | 32 / 64             | Harry Kane                                    | Tottenham                           | 30 / 60             |
| 2018/19 | Lionel Messi                  | FC Barcelona          | 36 / 72             | Kylian Mbappé                              | Paris Saint-Germain       | 33 / 66             | Fabio Quagliarella                            | UC Sampdoria                        | 26 / 52             |
| 2019/20 | Ciro Immobile                 | Lazio                 | 36 / 72             | Robert Lewandowski                         | Bayern München            | 34 / 68             | Cristiano Ronaldo                             | Juventus                            | 31 / 62             |
|         |                               |                       |                     |                                            |                           |                     |                                               |                                     |                     |

Vetgedrukt: Nederlandse en Belgische clubs en spelers.

## Ranglijsten
Er zijn vier Nederlanders die de Gouden Schoen hebben gewonnen: Kees Kist (1978/79), Wim Kieft (1981/82), Marco van Basten (1985/86) en Roy Makaay (2002/03). Ruud van Nistelrooij zat er ook twee keer dicht tegenaan maar moest uiteindelijk de prijs overlaten aan Mário Jardel en Kevin Phillips. Van Nistelrooij is wel een van de zes Nederlanders die de Zilveren Schoen hebben gewonnen. Erwin Vandenbergh is de enige Belgische speler die de Gouden Schoen in ontvangst mocht nemen.

### Recordhouders

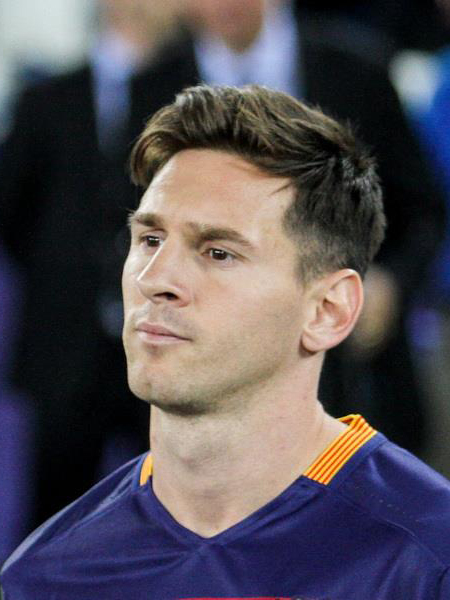
Lionel Messi is recordhouder door de Gouden schoen 6 keer te winnen en is tevens recordhouder door hem in 2011-12 te winnen met 50 doelpunten.

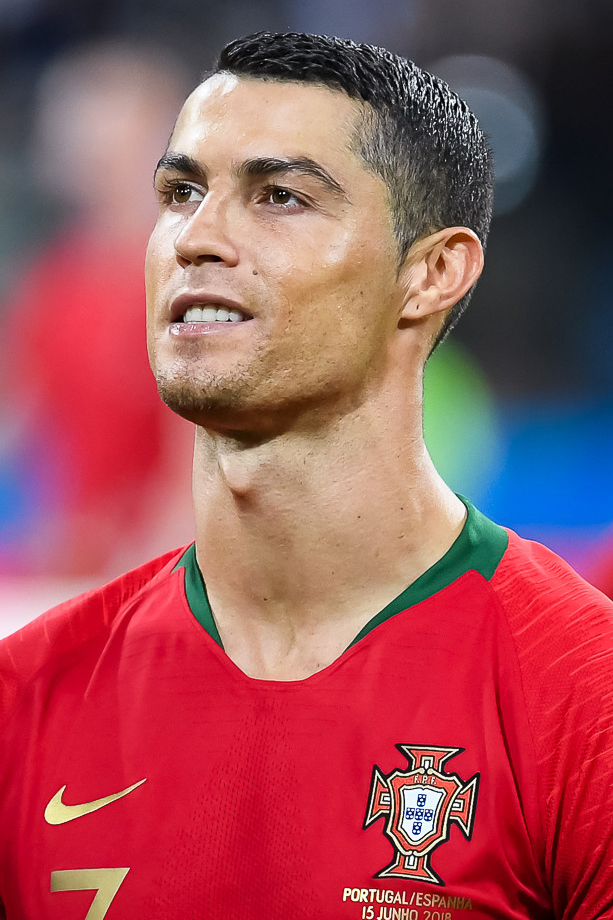
Cristiano Ronaldo won de prijs 4 keer.

|   | Winnaar | Aantal |
| - | --- | ------ |
| 1 | Lionel Messi | 6      |
| 2 | Cristiano Ronaldo                                                                                                  | 4      |
| 3 | Eusébio Diego Forlán Dudu Georgescu Fernando Gomes Thierry Henry Mário Jardel Ally McCoist Gerd Müller Luis Suárez | 2      |

### Winnaars per club
|    | Ploeg               | Totaal | Spelers |
| -- | ------------------- | ------ | ------- |
| 1  | FC Barcelona        | 8      | 3       |
| 2  | Real Madrid         | 4      | 2       |
| 3  | Dinamo Boekarest    | 3      | 2       |
| 3  | Porto               | 3      | 2       |
| 5  | CSKA Sofia          | 2      | 2       |
| 5  | Liverpool           | 2      | 2       |
| 5  | Ajax                | 2      | 2       |
| 5  | Sporting CP         | 2      | 2       |
| 5  | Arsenal             | 2      | 1       |
| 5  | Bayern Munchen      | 2      | 1       |
| 5  | Benfica             | 2      | 1       |
| 5  | Rangers             | 2      | 1       |
| 13 | Homenetmen          | 1      | 1       |
| 13 | Austria Wien        | 1      | 1       |
| 13 | Rapid Wien          | 1      | 1       |
| 13 | K. Lierse SK        | 1      | 1       |
| 13 | Botev Plovdiv       | 1      | 1       |
| 13 | Omonia Nicosia      | 1      | 1       |
| 13 | Manchester United   | 1      | 1       |
| 13 | Sunderland          | 1      | 1       |
| 13 | Marseille           | 1      | 1       |
| 13 | Zestafoni           | 1      | 1       |
| 13 | Fiorentina          | 1      | 1       |
| 13 | Lazio               | 1      | 1       |
| 13 | Roma                | 1      | 1       |
| 13 | AZ                  | 1      | 1       |
| 13 | Vitesse             | 1      | 1       |
| 13 | Celtic              | 1      | 1       |
| 13 | Atlético Madrid     | 1      | 1       |
| 13 | Deportivo La Coruña | 1      | 1       |
| 13 | Villarreal          | 1      | 1       |
| 13 | Galatasaray         | 1      | 1       |
| 13 | Porthmadog          | 1      | 1       |
| 13 | Rode Ster Belgrado  | 1      | 1       |

### Winnaars per competitie
|    | Competitie           | Totaal | Spelers |
| -- | -------------------- | ------ | ------- |
| 1  | La Liga              | 15     | 7       |
| 2  | Primeira Liga        | 7      | 4       |
| 3  | Premier League       | 5      | 4       |
| 4  | Eredivisie           | 4      | 4       |
| 5  | Serie A              | 3      | 3       |
| 5  | Parva Liga           | 3      | 3       |
| 5  | Scottish Premiership | 3      | 2       |
| 5  | Liga I               | 3      | 2       |
| 8  | Bundesliga           | 2      | 2       |
| 8  | Bundesliga           | 2      | 1       |
| 11 | Ligue 1              | 1      | 1       |
| 11 | First Division       | 1      | 1       |
| 11 | Eerste klasse        | 1      | 1       |
| 11 | Süper Lig            | 1      | 1       |
| 11 | Prva Liga            | 1      | 1       |
| 11 | Premier League       | 1      | 1       |
| 11 | Bardzragujn chumb    | 1      | 1       |
| 11 | Umaglesi Liga        | 1      | 1       |
| 11 | A Divizion           | 1      | 1       |

### Nationaliteiten
| Positie | Land        | Aantal |
| ------- | ----------- | ------ |
| 1.      | Portugal    | 8      |
| 2.      | Argentinië  | 7      |
| 3.      | Nederland   | 4      |
| 3.      | Roemenië    | 4      |
| 3.      | Uruguay     | 4      |
| 6.      | Bulgarije   | 3      |
| 6.      | Brazilië    | 3      |
| 6.      | Italië      | 3      |
| 9.      | Duitsland   | 2      |
| 9.      | Frankrijk   | 2      |
| 9.      | Joegoslavië | 2      |
| 9.      | Oostenrijk  | 2      |
| 9.      | Turkije     | 2      |
| 15.     | België      | 1      |
| 15.     | Engeland    | 1      |
| 15.     | Griekenland | 1      |
| 15.     | Mexico      | 1      |
| 15.     | Zweden      | 1      |
| 15.     | Wales       | 1      |
| 15.     | Cyprus      | 1      |

## Europese topschutters voor 1967/68
Deze lijst bevat de Europese topschutters voor de introductie van de Gouden Schoen in het seizoen 1967/68.
| Seizoen | Topschutter       | Club                 | Doelpunten |
| ------- | ----------------- | -------------------- | ---------- |
| 1888/89 | John Goodall      | Preston North End    | 21         |
| 1889/90 | Jimmy Ross        | Preston North End    | 24         |
| 1890/91 | Jack Southworth   | Blackburn Rovers     | 26         |
| 1891/92 | Johnny Campbell   | Sunderland           | 32         |
| 1892/93 | Johnny Campbell   | Sunderland           | 31         |
| 1893/94 | Jack Southworth   | Everton              | 27         |
| 1894/95 | Johnny Campbell   | Sunderland           | 22         |
| 1895/96 | Stephen Bloomer   | Derby County         | 20         |
| 1895/96 | Johnny Campbell   | Aston Villa          | 20         |
| 1896/97 | Stephen Bloomer   | Derby County         | 22         |
| 1897/98 | Fred Wheldon      | Aston Villa          | 21         |
| 1898/99 | Robert Hamilton   | Glasgow Rangers      | 25         |
| 1899/00 | Billy Garraty     | Aston Villa          | 27         |
| 1900/01 | Stephen Bloomer   | Derby County         | 24         |
| 1901/02 | Chippy Simmons    | West Bromwich Albion | 23         |
| 1902/03 | Sam Raybould      | Liverpool            | 31         |
| 1903/04 | Robert Hamilton   | Glasgow Rangers      | 28         |
| 1904/05 | Sam Marsh         | Bolton Wanderers     | 26         |
| 1905/06 | Albert Shepherd   | Bolton Wanderers     | 26         |
| 1905/06 | Billy Jones       | Birmingham City      | 26         |
| 1905/06 | William Maxwell   | Bristol City         | 26         |
| 1906/07 | Alex Young        | Everton              | 30         |
| 1907/08 | Jock Simpson      | Falkirk              | 32         |
| 1908/09 | Bert Freeman      | Everton              | 38         |
| 1909/10 | Maurice Vertongen | Union Saint-Gilloise | 36         |
| 1910/11 | Imre Schlosser    | Ferencváros          | 42         |
| 1911/12 | Imre Schlosser    | Ferencváros          | 40         |
| 1912/13 | Imre Schlosser    | Ferencváros          | 42         |
| 1913/14 | Imre Schlosser    | Ferencváros          | 36         |
| 1914/15 | Tom Gracie        | Heart of Midlothian  | 29         |
| 1914/15 | James Richardson  | Ayr United           | 29         |
| 1915/16 | Jimmy McColl      | Celtic               | 34         |
| 1916/17 | Bert Yarnall      | Airdrieonians        | 39         |
| 1917/18 | Alfréd Schaffer   | MTK Budapest         | 42         |
| 1918/19 | Alfréd Schaffer   | MTK Budapest         | 41         |
| 1919/20 | Fred Morris       | West Bromwich Albion | 37         |
| 1920/21 | Hughie Ferguson   | Motherwell           | 43         |
| 1921/22 | Duncan Walker     | St. Mirren           | 45         |
| 1922/23 | Charlie Buchan    | Sunderland           | 30         |
| 1922/23 | Jock White        | Heart of Midlothian  | 30         |
| 1923/24 | Dave Halliday     | Dundee United        | 38         |
| 1924/25 | Willie Devlin     | Cowdenbeath          | 33         |
| 1925/26 | Ted Harper        | Blackburn Rovers     | 43         |
| 1926/27 | Jimmy McGrory     | Celtic               | 49         |
| 1927/28 | Dixie Dean        | Everton              | 60         |
| 1928/29 | Evelyn Morrison   | Falkirk              | 43         |
| 1928/29 | Dave Halliday     | Sunderland           | 43         |
| 1929/30 | Vic Watson        | West Ham United      | 41         |
| 1930/31 | Joe Bambrick      | Linfield             | 50         |
| 1931/32 | Fred Roberts      | Glentoran            | 55         |
| 1932/33 | Willie Macfadyen  | Motherwell           | 45         |
| 1933/34 | Jimmy Smith       | Glasgow Rangers      | 41         |
| 1934/35 | Ted Drake         | Arsenal              | 42         |
| 1935/36 | Jimmy McGrory     | Celtic               | 50         |
| 1936/37 | László Cseh       | MTK Budapest         | 36         |
| 1937/38 | Andy Black        | Heart of Midlothian  | 40         |
| 1938/39 | Gyula Zsengellér  | Újpest               | 56         |
| 1939/40 | Josef Bican       | Slavia Praag         | 50         |
| 1940/41 | Josef Bican       | Slavia Praag         | 38         |
| 1941/42 | Josef Bican       | Slavia Praag         | 45         |
| 1942/43 | Jules Van Craen   | Lierse SK            | 41         |
| 1942/43 | Arthur Ceuleers   | Beerschot AC         | 41         |
| 1943/44 | Josef Bican       | Slavia Praag         | 57         |
| 1944/45 | Gyula Zsengellér  | Újpest               | 36         |
| 1945/46 | Ferenc Deák       | Szentlőrinci         | 66         |
| 1946/47 | Ferenc Deák       | Szentlőrinci         | 48         |
| 1947/48 | Ferenc Puskás     | Budapest Honvéd      | 50         |
| 1948/49 | Ferenc Deák       | Ferencváros          | 59         |
| 1949/50 | Jef Mermans       | RSC Anderlecht       | 37         |
| 1950/51 | Refik Resmja      | KS 17 Nëntori Tirana | 59         |
| 1951/52 | Sándor Kocsis     | Budapest Honvéd      | 36         |
| 1952/53 | Rik Coppens       | Beerschot AC         | 33         |
| 1953/54 | Sándor Kocsis     | Budapest Honvéd      | 33         |
| 1954/55 | Rik Coppens       | Beerschot AC         | 36         |
| 1955/56 | Hennie Hollink    | Helmondia            | 37         |
| 1956/57 | Coen Dillen       | PSV                  | 43         |
| 1957/58 | Just Fontaine     | Stade Reims          | 34         |
| 1958/59 | Leo Canjels       | NAC                  | 34         |
| 1959/60 | Joe Baker         | Hibernian            | 42         |
| 1960/61 | Alex Harley       | Third Lanark         | 42         |
| 1961/62 | Ray Crawford      | Ipswich Town         | 33         |
| 1961/62 | Derek Kevan       | West Bromwich Albion | 33         |
| 1962/63 | Metin Oktay       | Galatasaray          | 38         |
| 1963/64 | Jimmy Greaves     | Tottenham Hotspur    | 35         |
| 1964/65 | Jim Forrest       | Glasgow Rangers      | 30         |
| 1965/66 | Philippe Gondet   | FC Nantes            | 36         |
| 1966/67 | Antal Dunai       | Újpest               | 36         |